# Marc Gaydusek
Marc Gaydusek (* 20. November 2006 in Gänserndorf) ist ein österreichischer Handballspieler.

## Karriere
Gaydusek begann in seiner Jugend beim UHC Gänserndorf Handball zu spielen.  Mit seinem Wechsel in die Jugendabteilung des UHK Krems besucht er auch das Bundesoberstufenrealgymnasium für Leistungssportler St. Pölten. 2022/23 hatte der Linkshänder seine ersten Einsätze in der zweiten Mannschaft der Niederösterreicher  welche an der HLA Challenge teilnimmt. Seit 2023/24 läuft Gaydusek regelmäßig in der zweiten Liga auf, außerdem stand er in dieser Spielzeit erstmals, in einigen Spielen, im Kader der HLA Meisterliga Mannschaft. 2024/25 konnte der Außenspieler, als Teil der ersten Mannschaft, den Meistertitel feiern. Außerdem nahm er in dieser Saison mit Krems am EHF European Cup teil und konnte im Spiel gegen RKHV Volendam sein erstes Tor in einem internationalen Bewerb erzielen.
Gaydusek wurde außerdem für das Jugend-Nationalteam des Jahrgangs 2006 einberufen und nahm mit dem Team an der U-18-Handball-Europameisterschaft der Männer 2024 teil.

## Erfolge
- UHK Krems
  - 1× Österreichischer Meister 2024/25

## Saisonbilanzen

### HLA Meisterliga
| Saison    | Verein    | Spielklasse     | Spiele | Tore | 7-Meter | Feldtore |
| --------- | --------- | --------------- | ------ | ---- | ------- | -------- |
| 2023/24   | UHK Krems | HLA Meisterliga | 09     | 03   | 0/0     | 03       |
| 2024/25   | UHK Krems | HLA Meisterliga | 026    | 014  | 0/0     | 014      |
| 2023–2025 | gesamt    | HLA Meisterliga | 035    | 017  | 0/0     | 017      |

### HLA Challenge
| Saison    | Verein    | Spielklasse   | Spiele | Tore | 7-Meter       | Feldtore |
| --------- | --------- | ------------- | ------ | ---- | ------------- | -------- |
| 2022/23   | UHK Krems | HLA Challenge | 03     | 06   | 0/0           | 06       |
| 2023/24   | UHK Krems | HLA Challenge | 021    | 072  | 4/4           | 068      |
| 2024/25   | UHK Krems | HLA Challenge | 017    | 089  | 9/9           | 080      |
| 2022–2025 | gesamt    | HLA Challenge | 041    | 167  | 13/13 (100 %) | 154      |